# THE FORTY FIFTH
THE FORTY FIFTH（ザ・フォーティフィフス）は兵庫県神戸市中央区にある現代建築の商業ビル。
阪神・淡路大震災で被災し解体された神戸旧居留地のシンボルの一つであった近代ビル「大興ビル」の跡地に、2000年3月に建設された。
ビルの名称は、旧居留地時代からの区画番号「45番」（仲町通と播磨町筋の交差点北西角）に立地することに因る。

## 建築概要
- 竣工 - 2000年3月
- 構造 - RC造 + S造
- 規模 - 地上10階建、地下2階建
- 延床面積 - 8,900m2
- 所在地 - 〒650-0036 兵庫県神戸市中央区播磨町45番地

## テナント
- バナナ・リパブリック 神戸元町THE FORTY FIFTH店
- GAP 元町The45th
- ル・コルドン・ブルー 神戸校
- エステツイン神戸店
- ヘアーサロン TAYA 神戸店
- レストラン オルフェ

ほか

## 交通アクセス
- 神戸市営地下鉄海岸線 旧居留地・大丸前駅 徒歩3分
- 阪神本線 元町駅 徒歩6分
- JR神戸線 元町駅 徒歩6分

## 周辺情報
- 旧居留地
  - 神戸らんぷミュージアム、KOBEとんぼ玉ミュージアム、神戸ドールミュージアム、大丸ミュージアム神戸、ジーニアスギャラリー、旧居留地38番館、旧居留地十五番館、神戸市立博物館、チャータードビル、神戸商船三井ビル、海岸ビル、神港ビル